# Grzyby drożdżopodobne

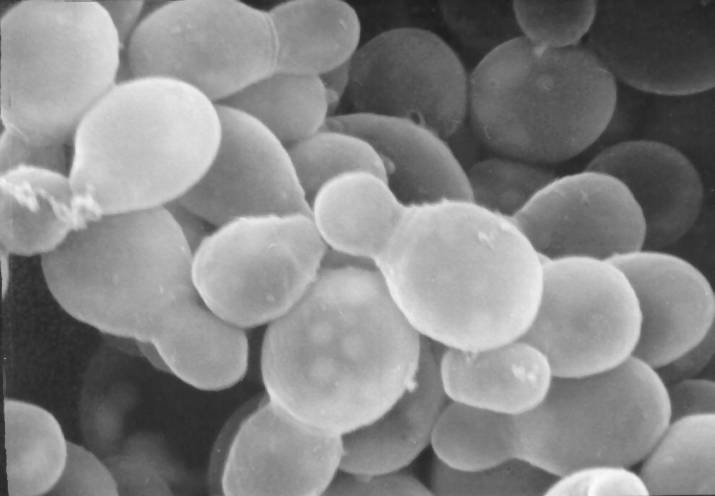
Forma drożdżowa Malassezia furfur

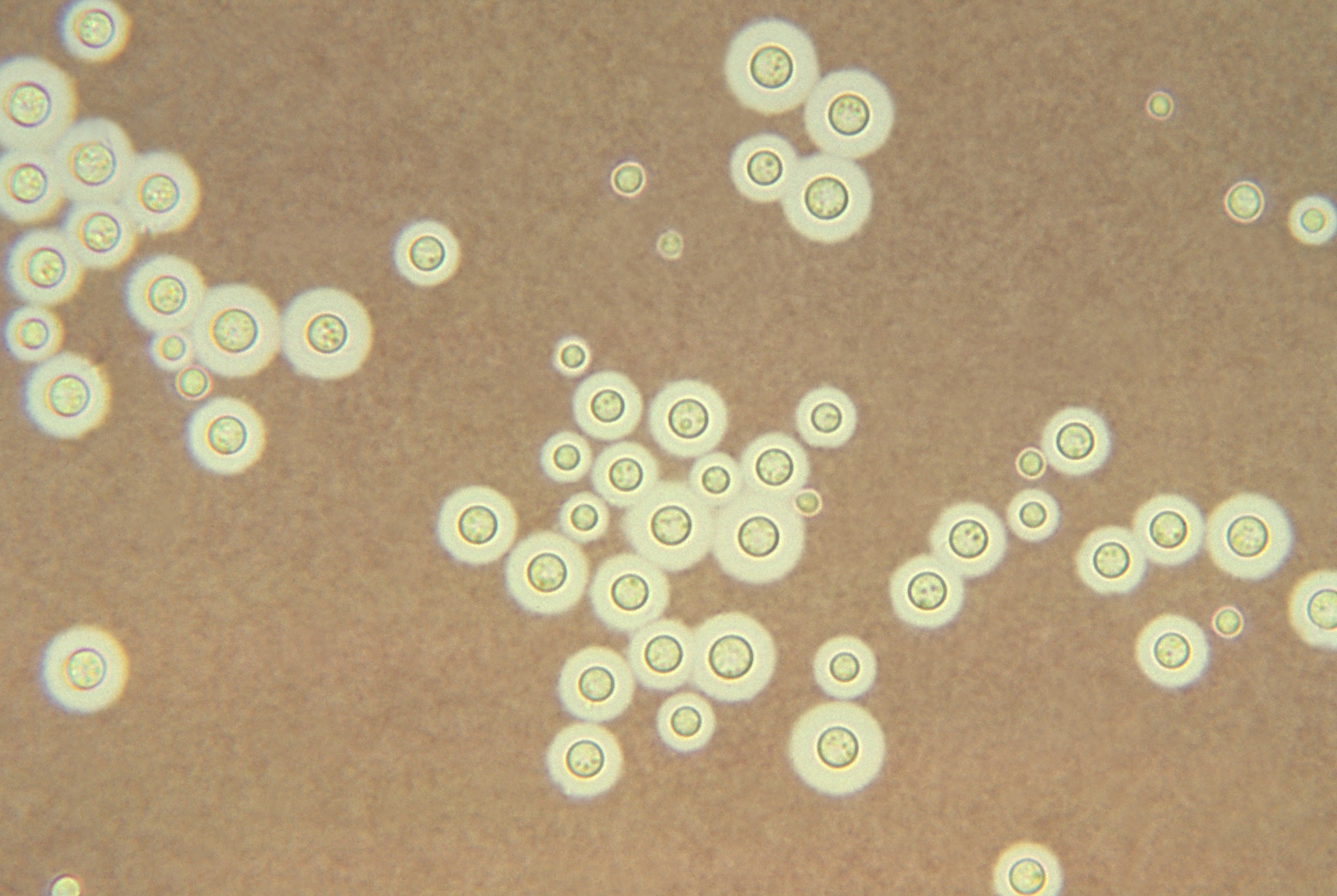
Cryptococcus neoformans

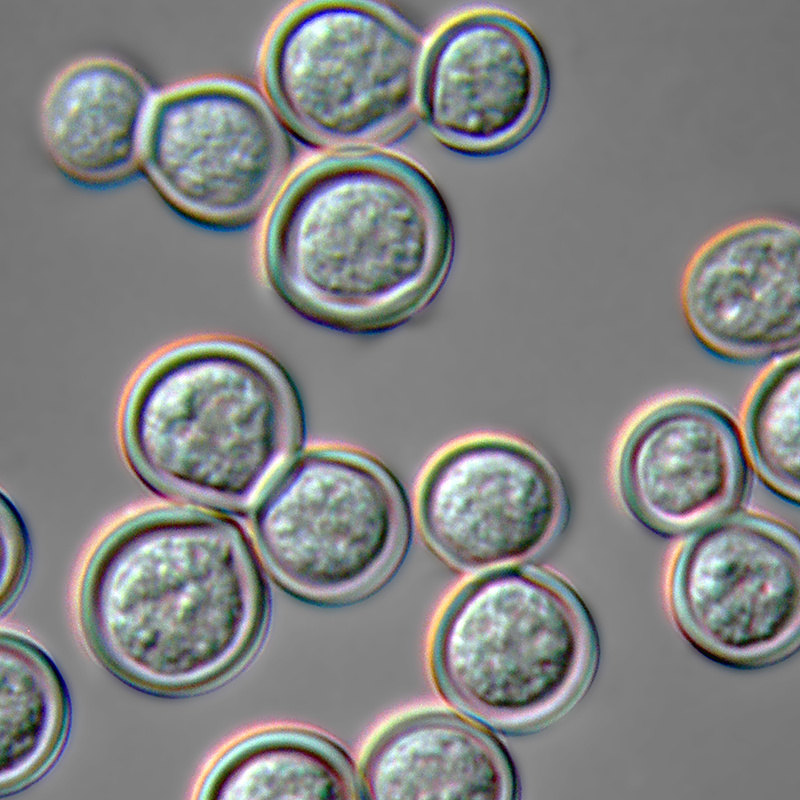
Blastomyces dermatitidis

Grzyby drożdżopodobne, formy drożdżopodobne, drożdże – jednokomórkowe gatunki grzybów o budowie podobnej do drożdży Saccharomyces cerevisiae. Należy odróżnić to pojęcie od słowa drożdże oznaczającego gatunki używane w przemyśle spożywczym, a zwłaszcza fermentacyjnym (drożdże piwowarskie, winiarskie, gorzelnicze i piekarniane).
Znanych jest około 1500 gatunków grzybów drożdżopodobnych. Należą do typów Mucoromycota, workowców i podstawczaków (drożdże podstawkowe). Są grzybami dymorficznymi, czyli mogącymi tworzyć dwie formy: strzępkową i drożdżową. Naturalnie grzyby te w postaci strzępkowej występują w glebie lub w roślinach, ale gdy wraz z wdychanym powietrzem lub przez ranę dostaną się do ciała człowieka, przechodzą złożony proces i przekształcają się w patogenną postać drożdżową, powodując chorobę. Zmiana ich morfologicznej postaci ze strzępkowej na drożdżową ma kluczowe znaczenie dla ich patogeniczności. W postaci drożdżowej rozmnażają się przez pączkowanie tworząc blastospory. Czasami pozornie występują na nich formy przypominające strzępki, ale są to tylko przedłużone części blastospory zwane pseudostrzępkami.
Grzyby drożdżopodobne wywołują liczne choroby roślin, zwierząt i ludzi. Aby wywołać inwazyjną infekcję u ludzi (np. zapalenie płuc), muszą pokonać bariery strukturalne, termiczne i immunologiczne. Nienaruszona skóra jest odporna na inwazyjne infekcje, a patogeny skórne, takie jak Malassezia furfur i Hortaea werneckii, przenikają jedynie do powierzchniowych warstw naskórka poprzez wzrost w postaci strzępek, a nie drożdżowej. Małe konidia grzybów dymorficznych mogą jednak ominąć strukturalne mechanizmy obronne płuc (np. nabłonek rzęskowy) i przedostać się do dolnych dróg oddechowych. Po dostaniu się do płuc wiążą się z komórkami odpornościowymi poprzez receptory lektynowe i mannozowe, kiełkują i replikują wewnątrzkomórkowo w postaci pączkujących drożdży. Podczas przejścia w formę drożdżową grzybów dochodzi do zwiększonej ekspresji genów kluczowych dla unikania odporności, przeżycia wewnątrzkomórkowego i rozprzestrzeniania się.
Grzyby chorobotwórcze dla owadów (grzyby entomopatogeniczne) również muszą przenikać przez mechanizmy obronne strukturalne i unikać mechanizmów obronnych immunologicznych. Po wtargnięciu strzępki do ciała owada inwazyjna forma strzępkowa zmienia się w drożdżopodobną. Te komórki drożdżopodobne, znane również jako blastospory, replikują się poprzez pączkowanie, unikają obrony immunologicznej żywiciela i powodują zmianę jego zachowania. Blastospory Beauveria bassiana wydalają węglowodany z powierzchni komórki, aby uniknąć wykrycia przez mechanizmy obronne układu odpornościowego. U Ophiocordyceps unilateralis drożdżopodobne komórki atakują mięśnie i prawdopodobnie centralny układ nerwowy i wydzielają toksyczne metabolity, zmieniając zachowanie zakażonych mrówek. Zainfekowane mrówki opuszczają mrowisko, wchodzą na drzewo i na odpowiedniej wysokości wbijają się żuwaczkami w liść. Grzyb przerasta ciało mrówki i z tyłu jej głowy wypuszcza szypułkę, która, pękając, rozsiewa zarodniki. Niesione z wiatrem zarodniki infekują kolejne mrówki.
U drożdżopodobnych grzybów wywołujących grzybowe choroby roślin znaczenie fazy drożdżowej jest specyficzne gatunkowo. U Ustilago maydis diploidalne zarodniki na powierzchni rośliny kiełkują, tworząc haploidalne, pączkujące drożdże. Ich heterotaliczne komórki łączą się, tworząc nitkowaty dikarion, który przenika przez kutykulę rośliny i atakuje tkankę. Taphrina deformans również przechodzi od pączkowania drożdży na powierzchni liści do wzrostu strzępkowego w celu inwazji tkanki roślinnej. W przypadku Ophiostoma ulmi i Ophiostoma novo-ulmi drożdżopodobne blastospory rozprzestrzeniają się w drzewie za pomocą sieci ksylemu, podczas gdy strzępki ułatwiają rozprzestrzenianie się między strukturami naczyń.